# Stéphane Stassin
Stéphane Stassin, né le 8 octobre 1976 à Braine-le-Comte, est un joueur de football belge, qui peut évoluer comme milieu défensif ou défenseur. Après avoir commencé sa carrièe à Anderlecht, et des passages en Allemagne et en France, il joue depuis 2011 pour Sint-Katelijne Waver, en Promotion, la quatrième division belge.

## Carrière
Stéphane Stassin s'affilie au Stade Brainois dès l'âge de huit ans, et deux ans plus tard, il rejoint les équipes de jeunes du Sporting d'Anderlecht. En 1996, l'entraîneur Johan Boskamp l'inclut dans le noyau A de l'équipe bruxelloise et lui donne quelques occasions de jouer. Il profite de sa polyvalence pour dépanner tantôt en défense, tantôt en milieu de terrain. La saison suivante il reçoit régulièrement du temps de jeu, mais il ne parvient pas à s'imposer comme un joueur important de l'équipe. En 1999, il part au Borussia Mönchengladbach, alors en division 2 allemande.
En Allemagne, Stassin est le plus souvent sur le banc des remplaçants. Néanmoins, il fait partie de l'équipe qui termine vice-championne en 2001 et découvre la Bundesliga la saison suivante. Il reste à Mönchengladbach jusqu'à la fin de son contrat en 2003, qui n'est pas renouvelé. Commence alors pour lui une période d'inactivité d'un an, à la suite d'une grave blessure au genou droit. Il effectue des tests dans différents clubs, notamment à Auxerre en octobre 2004, mais il ne parvient pas à obtenir un contrat. Finalement, en novembre 2004, il est engagé par Angers, un club de Ligue 2. Il y est un joueur de base de l'équipe pendant deux saisons, puis il décide de revenir en Belgique et signe à l'Union en juillet 2006.
Stéphane Stassin joue deux saisons pour le club bruxellois, mais il ne parvient pas à éviter la descente du club en Division 3 à la fin de la saison 2007-2008. À la suite d'un désaccord financier avec les dirigeants du club, il ne prolonge pas son contrat en mai, et se retrouve à nouveau sans club. Malgré des rumeurs de retour à l'Union durant l'été, il rejoint finalement Boussu Dour, un club de D3 qui ambitionne de monter à l'étage supérieur. C'est chose faite dès 2009, Boussu-Dour remporte le tour final pour la montée face à Woluwe-Zaventem. Stassin retrouve donc la division 2 avec le club borain, et joue un an à ce niveau avant de redescendre à nouveau en D3, cette fois à l'Olympic de Charleroi. L'entraîneur Alexandre Czerniatynski, qui l'a déjà eu sous ses ordres à l'Union, le nomme capitaine de l'équipe. Un an après son arrivée, le club est interdit d'activités sportives par l'Union Belge pour causes de salaires impayés. Les joueurs sont libérés de leur contrat et Stassin rejoint le club promotionnaire de Sint-Katelijne-Waver.

## Vie privée
Il est le père du footballeur professionnel Lucas Stassin qui, après avoir été formé au RSC Anderlecht, se fait remarquer au KVC Westerlo avant de signer à l'AS Saint-Étienne.